# Loitz
Loitz è una città del Meclemburgo-Pomerania Anteriore, in Germania.

Appartiene al circondario (Landkreis) della Pomerania Anteriore-Greifswald ed è capoluogo della comunità amministrativa (Amt) di Peenetal/Loitz.

## Storia
Il 1º gennaio 1992 venne aggregato alla città di Loitz il comune di Vorbein.